# 베이어 연구소
베이어 연구소는 스웨덴의 환경경제학 연구소이다. 1977년 왕립 스웨덴 과학한림원의 주도로 세워진 베이어 자원, 환경, 에너지 연구소를 모태로 한다.

## 같이 보기
- 환경과학
- 기후 변화에 관한 정부간 패널